# Тонота
Тонота (англ. Tonota) — населённый пункт сельского типа на востоке Ботсваны, на территории Центрального округа.

## Географическое положение
Расположен в 27 км к югу от города Франсистаун, на берегу реки Шаши. Через город проходит шоссе A1, соединяющее Франсистаун со столицей страны, городом Габороне. Высота города над уровнем моря — 958 м.

## Население
По данным переписи 2011 года население Тоноты составляет 20 007 человек.
Динамика численности населения деревни по годам:
| 1981 | 1991   | 2001   | 2011   | 2013   |
| ---- | ------ | ------ | ------ | ------ |
| 6566 | 11 129 | 15 617 | 20 007 | 20 955 |